# Ladislav Vácha
Ladislav Vácha (Brno, 21 maart 1899 – Zlín, 28 juni 1943) was een Tsjecho-Slowaaks turner.
Vácha nam driemaal deel aan de Olympische Zomerspelen en won daarbij vijf medailles. In 1924 won Vácha olympisch brons aan de ringen en bij het touwklimmen.
Vácha won tijdens de Olympische Zomerspelen 1928 in Amsterdam de gouden medaille aan de brug en de zilveren medaille in de landenwedstrijd en aan de ringen. In 1926 werd Vácha wereldkampioen aan de brug en in de landenwedstrijd. In 1930 prolongeerde Vácha met de Tsjecho-Slowaakse ploeg de wereldtitel in de landenwedstrijd.
Vácha overleed naar aanleiding van een verhoor door de Gestapo naar aanleiding van verzetsactiviteiten.

## Resultaten

### Olympische Zomerspelen
| Jaar | Plaats    | Resultaten |
| ---- | --------- | --- |
| 1920 | Antwerpen | 4e in de landenwedstrijd |
| 1924 | Parijs    | aan de ringen bij het touwklimmen 4e in de meerkamp 10e op sprong 6e op brug 39e aan de rekstok 17e paard voltige 6e bij de zijwaartse sprong |
| 1928 | Amsterdam | aan de brug in de landenwedstrijd aan de ringen 9e in de meerkamp 18e op sprong 12e aan de rekstok 45e op paard voltige                       |

### Wereldkampioenschappen turnen
| Jaar | Plaats    | Resultaten                                                                            |
| ---- | --------- | ------------------------------------------------------------------------------------- |
| 1926 | Lyon      | aan de brug · in de landenwedstrijd · aan de ringen · in de meerkamp · aan de rekstok |
| 1930 | Luxemburg | in de landenwedstrijd · aan de brug · op paard voltige                                |

1896: Alfred Flatow ·
1904: George Eyser ·
1924: August Güttinger ·
1928: Ladislav Vácha ·
1932: Romeo Neri ·
1936: Konrad Frey ·
1948: Michael Reusch ·
1952: Hans Eugster ·
1956: Viktor Tsjoekarin ·
1960: Boris Sjachlin ·
1964: Yukio Endo ·
1968: Akinori Nakayama ·
1972: Sawao Kato ·
1976: Sawao Kato ·
1980: Aleksandr Tkatsjov ·
1984: Bart Conner ·
1988: Vladimir Artemov ·
1992: Vitali Tsjerbo ·
1996: Roestam Sjaripov ·
2000: Li Xiaopeng ·
2004: Valeri Gontsjarov ·
2008: Li Xiaopeng · 
2012: Feng Zhe · 
2016: Oleg Vernjajev · 
2020: Zou Jingyuan · 
2024: Zou Jingyuan
- Gemeinsame Normdatei: 1138452300
- Nationale Bibliotheek van Tsjechië: xx0326818
- Virtual International Authority File: 7095150325546810090002